# Hemigraphis
Hemigraphis is een geslacht uit de acanthusfamilie (Acanthaceae). De soorten uit het geslacht komen voor in tropisch Azië, op het eiland Nieuw-Guinea, op de Carolinen en in de Australische deelstaat Queensland.

## Soorten
- Hemigraphis angustifolia Hallier f.
- Hemigraphis bakeri Merr.
- Hemigraphis banggaiensis Bremek.
- Hemigraphis baracatanense Elmer
- Hemigraphis betonicifolia Bremek.
- Hemigraphis bicolor (Blume) Boerl.
- Hemigraphis blumeana K.Schum.
- Hemigraphis borneensis Hallier f. ex Koord.
- Hemigraphis buruensis Hallier f.
- Hemigraphis caudigera S.Moore
- Hemigraphis ciliata S.Moore
- Hemigraphis colorata W.Bull
- Hemigraphis crispa (L.) T.Anderson
- Hemigraphis culionensis Bremek.
- Hemigraphis decaisneana (Nees) T.Anderson
- Hemigraphis decipiens (Nees) Fern.-Vill.
- Hemigraphis dorensis S.Moore
- Hemigraphis flaccida (Kurz) C.B.Clarke
- Hemigraphis flava (Kurz) Kurz
- Hemigraphis fruticulosa C.B.Clarke
- Hemigraphis glaucescens (Nees) C.B.Clarke
- Hemigraphis hirsutissima Merr.
- Hemigraphis hirta (Vahl) T.Anderson
- Hemigraphis hispidula Craib
- Hemigraphis humilis Bremek.
- Hemigraphis javanica Bremek.
- Hemigraphis kjellbergii Bremek.
- Hemigraphis klossii S.Moore
- Hemigraphis lasiophylla Bremek.
- Hemigraphis latebrosa (B.Heyne ex Roth) Nees
- Hemigraphis ledermannii Bremek.
- Hemigraphis lithophila K.Schum. & Lauterb.
- Hemigraphis longipetiolata Merr.
- Hemigraphis luzona (Nees) Fern.-Vill.
- Hemigraphis mediocris Bremek.
- Hemigraphis modesta Benoist
- Hemigraphis moluccana Bremek.
- Hemigraphis naumannii (Engl.) Bremek.
- Hemigraphis okamotoi Masam.
- Hemigraphis pachyphylla Merr.
- Hemigraphis palopensis Bremek.
- Hemigraphis parva Bremek.
- Hemigraphis prostrata Hallier f.
- Hemigraphis proteus Bremek.
- Hemigraphis ravaccensis (Nees) Boerl.
- Hemigraphis rhytiphylla (Nees) Fern.-Vill.
- Hemigraphis ridleyi C.B.Clarke
- Hemigraphis rumphii Bremek.
- Hemigraphis serpens (Nees) Boerl.
- Hemigraphis setosa Elmer
- Hemigraphis sordida K.Schum.
- Hemigraphis sumatrensis (Roth) Boerl.
- Hemigraphis trichotoma (Nees) Boerl.
- Hemigraphis turnerifolia Benoist
- Hemigraphis urens (Roth) J.R.I.Wood
- Hemigraphis viridis Merr.
- Hemigraphis weinlandii K.Schum.
- Hemigraphis wetarensis Bremek.
- Hemigraphis whitei S.Moore
- Hemigraphis zwickeyae Moylan

... · 
Acanthopsis · 
Acanthus · 
Achyrocalyx · 
Afrofittonia · 
Ambongia · 
Ancistranthus · 
Andrographis · 
Angkalanthus · 
Anisacanthus · 
Anisosepalum · 
Anisotes · 
Anomacanthus · 
Aphanosperma · 
Aphelandra · 
Ascotheca · 
Asystasia · 
Avicennia · 
Ballochia · 
Barleria · 
Barleriola · 
Blepharis · 
Borneacanthus · 
Boutonia · 
Brachystephanus · 
Bravaisia · 
Brillantaisia · 
Brunoniella · 
Calacanthus · 
Calycacanthus · 
Camarotea · 
Carlowrightia · 
Celerina · 
Cephalacanthus · 
Chalarothyrsus · 
Chamaeranthemum · 
Chileranthemum · 
Chlamydacanthus · 
Chlamydocardia · 
Chorisochora · 
Chroesthes · 
Clinacanthus · 
Clistax · 
Codonacanthus · 
Conocalyx · 
Cosmianthemum · 
Crabbea · 
Crossandra · 
Crossandrella · 
Cyclacanthus · 
Cynarospermum · 
Cyphacanthus · 
Danguya · 
Dasytropis · 
Dichazothece · 
Dicladanthera · 
Dicliptera · 
Dischistocalyx · 
Duosperma · 
Dyschoriste · 
Ecbolium · 
Echinacanthus · 
Elytraria · 
Encephalosphaera · 
Eranthemum · 
Eremomastax · 
Filetia · 
Fittonia · 
Forcipella · 
Glossochilus · 
Graphandra · 
Graptophyllum · 
Gymnostachyum · 
Gypsacanthus · 
Hansteinia · 
Haplanthodes · 
Harpochilus · 
Hemigraphis · 
Henrya · 
Herpetacanthus · 
Heteradelphia · 
Holographis · 
Hoverdenia · 
Hulemacanthus · 
Hygrophila · 
Hypoestes · 
Ichthyostoma · 
Isoglossa · 
Isotheca · 
Jadunia · 
Justicia · 
Kalbreyeriella · 
Kosmosiphon · 
Kudoacanthus · 
Lankesteria · 
Leandriella · 
Lepidagathis · 
Megalochlamys ·
Ruellia · 
Strobilanthes · 
Thunbergia · 
...